# Disparida
Sous-classe
Ordres de rang inférieur
- †Pisocrinida

Les Disparida forment une sous-classe éteinte de crinoïdes.
Taxonomie:
- sous-classe des Disparida Moore & Laudon, 1943 †
  - ordre des Pisocrinida Ausich & Copper, 2010 †
  - famille des Acolocrinidae C. E. Brett, 1980 †
  - famille des Allagecrinidae Carpenter & Etheridge, 1881 †
  - famille des Anamesocrinidae Goldring, 1923 †
  - famille des Anomalocrinidae Wachsmuth & Springer, 1886 †
  - famille des Apodasmocrinidae T. J. Frest, H. L. Strimple & M. R. McGinnis, 1979 †
  - famille des Belemnocrinidae S.A. Miller, 1883 †
  - famille des Calceocrinidae Meek & Worthen, 1869 †
  - famille des Catillocrinidae Wachsmuth & Springer, 1886 †
  - famille des Haplocrinitidae Bassler, 1938 †
  - famille des Heterocrinidae Zittel, 1879 †
  - famille des Holynocrinidae Bouška, 1948 †
  - famille des Homocrinidae Kirk, 1914 †
  - famille des Iocrinidae Moore & Laudon, 1943 †
  - famille des Myelodactylidae Miller, 1883 †
  - famille des Pygmaeocrinidae Strimple, 1963 †
  - famille des Ramacrinidae Prokop, 1977 †
  - famille des Zophocrinidae Miller, 1892 †